# Mint Hill
Mint Hill is een plaats (town) in de Amerikaanse staat North Carolina, en valt bestuurlijk gezien onder Mecklenburg County.

## Demografie
Bij de volkstelling in 2000 werd het aantal inwoners vastgesteld op 14.922.
In 2006 is het aantal inwoners door het United States Census Bureau geschat op 18.663, een stijging van 3741 (25.1%).

## Geografie
Volgens het United States Census Bureau beslaat de plaats een oppervlakte van
55,1 km², waarvan 55,0 km² land en 0,1 km² water. Mint Hill ligt op ongeveer 236 m boven zeeniveau.

## Plaatsen in de nabije omgeving
De onderstaande figuur toont nabijgelegen plaatsen in een straal van 16 km rond Mint Hill.